# Monte Comunitore
Monte Comunitore este o arie protejată (arie specială de conservare — SAC, sit de importanță comunitară — SCI) din Italia întinsă pe o suprafață de 696 ha, integral pe uscat.

## Localizare
Centrul sitului Monte Comunitore este situat la coordonatele 42°43′55″N 13°20′20″E / 42.731944°N 13.338889°E.

## Înființare
Situl Monte Comunitore a fost declarat sit de importanță comunitară în iunie 1995 pentru a proteja 1 specie de plante. Situl a fost protejat și ca arie specială de conservare în aprilie 2016.

## Biodiversitate
Situată în ecoregiunea continentală, aria protejată conține 4 habitate naturale: Păduri de fag din Apenini cu Taxus și Ilex, Liziere de ierburi înalte hidrofile de câmpie și de nivel montan până la alpin, Păduri de Castanea sativa, Formațiuni ierboase bogate în specii de Nardus, dezvoltate pe substraturi silicioase în zone montane (și în zone submontane, în Europa continentală).
La baza desemnării sitului se află o specie protejată de  plante: Himantoglossum adriaticum
Pe lângă speciile protejate, pe teritoriul sitului au mai fost identificate 2 specii de plante.